# Wiktor Ałksnis
Wiktor Imantowicz Ałksnis, ros. Виктор Имантович Алкснис (ur. 21 czerwca 1950 w Tasztagole koło Kemerowa, zm. 1 stycznia 2025) – radziecki wojskowy, rosyjski polityk nacjonalistyczny, prezes rosyjskiego Centrum Wolnych Technologii.
Jego dziadek Jakow Ałksnis dowodził w latach trzydziestych XX wieku radzieckimi siłami powietrznymi, był członkiem trybunału ludowego, który sądził Michaiła Tuchaczewskiego za działalność trockistowską, jednak później sam został poddany represjom i rozstrzelany. Babka Ałksnisa spędziła 14 lat w łagrze, a jego ojciec był prześladowany ze względu na przeszłość rodziny.
W 1973 roku ukończył ryską Wyższą Szkołę Lotnictwa Wojskowego, której patronem był jego dziadek (ros. Рижское высшее военное инженерно-авиационное училище имени Я. Алксниса), po czym rozpoczął służbę w sowieckiej armii.
W 1989 wybrano go do Rady Najwyższej ZSRR, gdzie w 1990 roku zakładał grupę twardogłowych komunistów Sojuz, sprzeciwiającą się demontażowi imperium radzieckiego i pierestrojce. Był zwolennikiem wprowadzenia na terenie ZSRR stanu wojennego w celu uniemożliwienia rozpadu państwa. Ze względu na swe skrajnie prosowieckie poglądy określany przez Łotyszy mianem melnais pulkvedis (czarnego pułkownika) w nawiązaniu do greckiej junty z lat 1967–1974. Zdecydowanie sprzeciwiał się wszelkim formom niepodległości państw bałtyckich.
W 1992 roku opuścił Łotwę i zamieszkał w Moskwie. Został wtedy personą non grata na terenie republiki, podobnie na Ukrainie od 2005 roku, po tym jak zażądał zmiany granicy ukraińsko-rosyjskiej. Nastawiony krytycznie wobec Łotwy, nazywał ją republiką, w której panuje apartheid i dyskryminuje się mniejszość rosyjską.
W latach 1999–2007 był deputowanym do rosyjskiej Dumy Państwowej jako przedstawiciel nacjonalistycznej partii Rodina. Był zdecydowanym krytykiem polityki USA i Izraela, zwolennikiem odrodzenia rosyjskiego imperializmu i twardego kursu wobec Polski.